# Minor (algebră liniară)

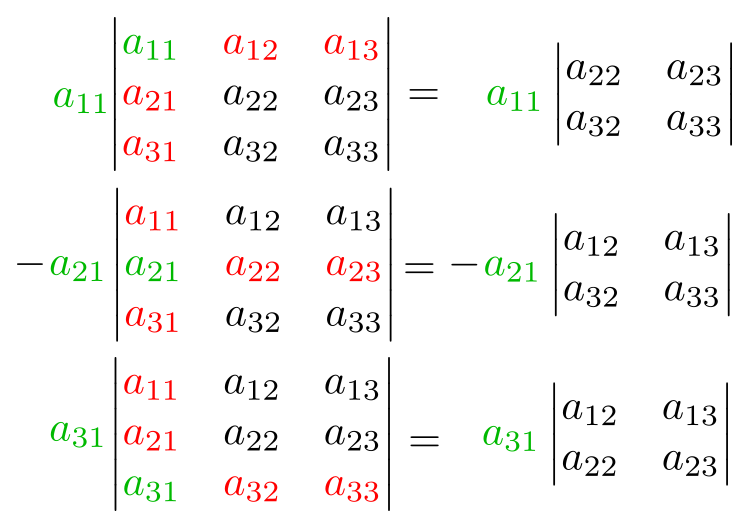
Dezvoltarea lui Laplace a unei Matrice pe Coloane

În algebra liniară, conceptele de minor și complement algebric sunt necesare dezvoltării unui determinant cu ajutorul teoremei lui Laplace.
Fie {\displaystyle A=(a_{ij})} o matrice de ordinul n.
Prin minorul complementar al elementului {\displaystyle a_{ij}} se înțelege determinantul de ordinul n-1 și notat {\displaystyle D_{ji}.}
Complementul algebric al lui {\displaystyle a_{ij}} este numărul {\displaystyle \alpha _{ij}=(-1)^{i+j}D_{ji}.}
Există relațiile:
{\displaystyle \sum _{k=1}^{n}a_{ki}\cdot \alpha _{kj}=D\delta _{ij},\;\;\sum _{k=1}^{n}a_{ki}\cdot \alpha _{jk}=D\delta _{ij},\;\delta _{ij}={\begin{cases}0,&i\neq j,\\1,&i=j.\end{cases}}}
Pentru {\displaystyle i=j} se obține:
{\displaystyle \sum _{k=1}^{n}a_{ik}\cdot \alpha _{ki}=D,\;\sum _{k=1}^{n}a_{ki}\cdot \alpha _{ik}}
(formule de dezvoltare a determinantului după elementele unei linii sau unei coloane)
Fie acum un {\displaystyle r<n.}
Se numește minor de ordinul r în {\displaystyle \mathbf {D} } un determinant {\displaystyle M,} format cu r linii și r coloane din {\displaystyle \mathbf {D} .}
Se numește minor complementar minorului {\displaystyle M} de ordin r, minorul {\displaystyle N} obținut din {\displaystyle \mathbf {D} } prin suprimarea celor r linii și r coloane ale lui {\displaystyle M.}
Complementul algebric al minorului {\displaystyle M} este numărul {\displaystyle M'=(-1)^{s(M)}\cdot N,\;\;s(M)} fiind suma indicilor liniilor și coloanelor care determină {\displaystyle M.}

## Exemplu
Pentru determinantul {\displaystyle D={\begin{vmatrix}2&3&-1\\-6&-5&0\\2&7&4\end{vmatrix}},}
complementele algebrice ai elementelor acestuia sunt:
{\displaystyle \alpha _{11}=-5\cdot 4=-20,\;\alpha _{12}=-(-6)\cdot 4=24,\;\alpha _{13}=-6\cdot 7-[2\cdot (-5)]=-32,}
{\displaystyle \alpha _{21}=-(3\cdot 4+7\cdot 1)=-21,\;\alpha _{22}=8+2=10,\;\alpha _{23}=-(14-6)=-8,}
{\displaystyle \alpha _{31}=-5,\;\alpha _{32}=6,\;\alpha _{33}=-2\cdot 5+6\cdot 3=8.}